# 2015 par pays en Asie
| Années de l'Asie : 2012 - 2013 - 2014 - 2015 - 2016 - 2017 - 2018    |
| Décennies de l'Asie : 1980 - 1990 - 2000 - 2010 - 2020 - 2030 - 2040 |

Les évènements de l'année 2015 en Asie.

## Continent asiatique
- 15 janvier au 1er février : Championnat du monde de handball masculin au Qatar.
- 26 octobre : un séisme dans l'Hindou Kouch fait plus de trois cents morts en Afghanistan et au Pakistan.
- 7 novembre : première rencontre au sommet entre la République populaire de Chine et Taïwan depuis 1949.
- 24 novembre : les relations entre Russie et Turquie s'enveniment après qu'un bombardier russe a été abattu par l'armée de l'air turque.

### Birmanie
- Juillet : de graves inondations touchant douze États font au moins 74 morts[1].
- 8 novembre : élections législatives remportées par la Ligue nationale pour la démocratie d'Aung San Suu Kyi.
- 21 novembre : un glissement de terrain fait au moins 97 morts dans une mine de jade de la région de Hpakant[2].

### Corées
- 16 février : Lee Wan-koo devient premier ministre de Corée du Sud, succédant à Chung Hong-won.
- 19 juin : Hwang Kyo-ahn devient premier ministre de Corée du Sud.
- 15 août : la Corée du Nord revient à l’heure UTC+08:30 qu’elle utilisait avant la colonisation japonaise.
- 14 novembre : importantes manifestations à Séoul.

### Inde
- 20 mars : un accident de train dans l'Uttar Pradesh fait au moins 58 morts.
- Mai : une vague de chaleur de plusieurs semaines fait plus de 2 000 morts[3].
- Novembre et décembre : inondations dans le sud de l'Inde

### Indonésie
- 30 juin : l'écrasement d'un Lockheed C-130 Hercules à Medan fait plus de cent morts.
- 16 août : disparition du vol 257 Trigana Air Service en Papouasie.
- 2 octobre : le vol 7503 Aviastar s'écrase près de Palopo, faisant dix morts.
- Automne : grands incendies à Kalimantan et Sumatra.

### Japon
- Septembre : adoption des lois sur la paix et la sécurité

### Kazakhstan
- 1er janvier : entrée en vigueur de l'Union économique eurasiatique entre la Biélorussie, le Kazakhstan et la Russie.
- 26 avril : Noursoultan Nazarbaïev est réélu lors de l'élection présidentielle.

### Kirghizistan
- 30 avril : Temir Sarïev devient le nouveau premier ministre, succédant au démissionnaire Djoomart Otorbaiev.
- 4 octobre : élections législatives, le Parti social-démocrate du Kirghizistan (centre-gauche) du président Almazbek Atambaev arrive en tête.

### Koweït
- 26 juin : l'attentat contre une mosquée de Koweït fait au moins 25 morts.

### Népal
- 25 avril : un séisme d'une magnitude de 7,8 fait plus de 8 000 morts, des répliques majeures ont lieu le 12 mai.
- 20 septembre : la Constitution de 2015 entre en vigueur.
- 29 octobre : Bidhya Devi Bhandari est élue présidente du Népal.

### Ouzbékistan
- 4 janvier : 2e tour des élections législatives.
- 29 mars : élection présidentielle, Islom Karimov est réélu.

### Pakistan
- 8 mai : l'écrasement d'un Mi-17 de l'armée pakistanaise fait au moins six morts dont deux ambassadeurs.
- Juin : une canicule fait plus de mille morts.

### Philippines
- 18 janvier : au cours de sa visite, le pape François célèbre une messe à Manille devant plus de six millions de personnes[4].

### Singapour
- 5 au 16 juin : Jeux d'Asie du Sud-Est de 2015.
- 11 septembre : aux élections législatives, le Parti d'action populaire accroît sa majorité absolue des sièges.

### Sri Lanka
- 8 janvier : élection présidentielle remportée par Maithripala Sirisena.
- 9 janvier : Maithripala Sirisena devient président du Sri Lanka ; Ranil Wickremesinghe est nommé premier ministre, succédant à D. M. Jayaratne.
- 17 août : élections législatives, le Front national uni pour la bonne gouvernance (conservateur) obtient une majorité relative des sièges.

### Tadjikistan
- 1er mars : élections législatives.

### Taïwan
- 4 février : le vol 235 TransAsia Airways s'écrase dans une rivière.
- 29 septembre : le typhon Dujuan fait au moins deux morts.

### Thaïlande
- 17 août : attentat de Bangkok.

### Turquie
- 7 juin : élections législatives.
- 20 juillet : un attentat à Suruç, commis probablement par l'État islamique, fait au moins 31 morts et une centaine de blessés.
- 10 octobre : attentat à la bombe à Ankara.
- 1er novembre : nouvelles élections législatives, le Parti de la justice et du développement obtient la majorité absolue.
- 15 et 16 novembre : sommet du G20 à Antalya.